# 適応変調
適応変調（てきおうへんちょう）は、デジタル通信における送信方式であり、周波数帯（チャンネル）に従って送信モードを適応させる。周波数帯の状態により、送信機はコンステレーションサイズ、コードレート、出力の一つ以上を適応させる。

## 概要
適応変調システムは送信機で一定の周波数帯情報を要求する。これはTDDシステム内では、受信機から送信機への周波数帯は、受信機から送信機への周波数帯とほぼ同一であると推定することにより得られる。また他にも、周波数帯情報は受信機で直接計測し、これを送信機に伝達する方式もある。
適応変調システムは送信レートやビットエラーレートを、送信機に存在する周波数帯情報を活用することにより改善することができる。特に無線伝播環境をあらわす減衰周波数帯では、適応変調は送信機での周波数帯情報を持たないシステムに比較し優れた能力を示す。
適応変調は現在の携帯電話などの基礎的無線技術として用いられている。一定の環境下では高スループット向きの変調を行い、他の環境下では低スループット用の変調を行い、このように変調方式を使い分けることによりより安定した通信を行うことが可能になった。

## 適応変調符号化
適応変調符号化（てきおうへんちょうふごうか）は、AMC(Adaptive Modulation and Coding)とも呼ばれ、上記適応変調に加え電波伝播状況により
符号化方式についても適応させる。
携帯電話のHSPAやCDMA2000 1x EV-DO、3GPP LTEなどの高速データ通信方式の主要な技術要素の一つとなっている。